# Виргман, Чарльз
Чарльз Виргман (англ. Charles Wirgman; 31 августа 1832, Лондон — 8 февраля 1891, Иокогама) — английский художник и книжный иллюстратор, создатель журнала The Japan Punch («Японский Панч»). Знаменит иллюстрациями Китая и Японии периода Эдо для газеты «The Illustrated London News».

## Биография
Чарльз Виргман был сыном Фердинанда Чарльза Виргмана (1806-57) и братом художника Теодора Блейка Виргмана (англ. Theodore Blake Wirgman).

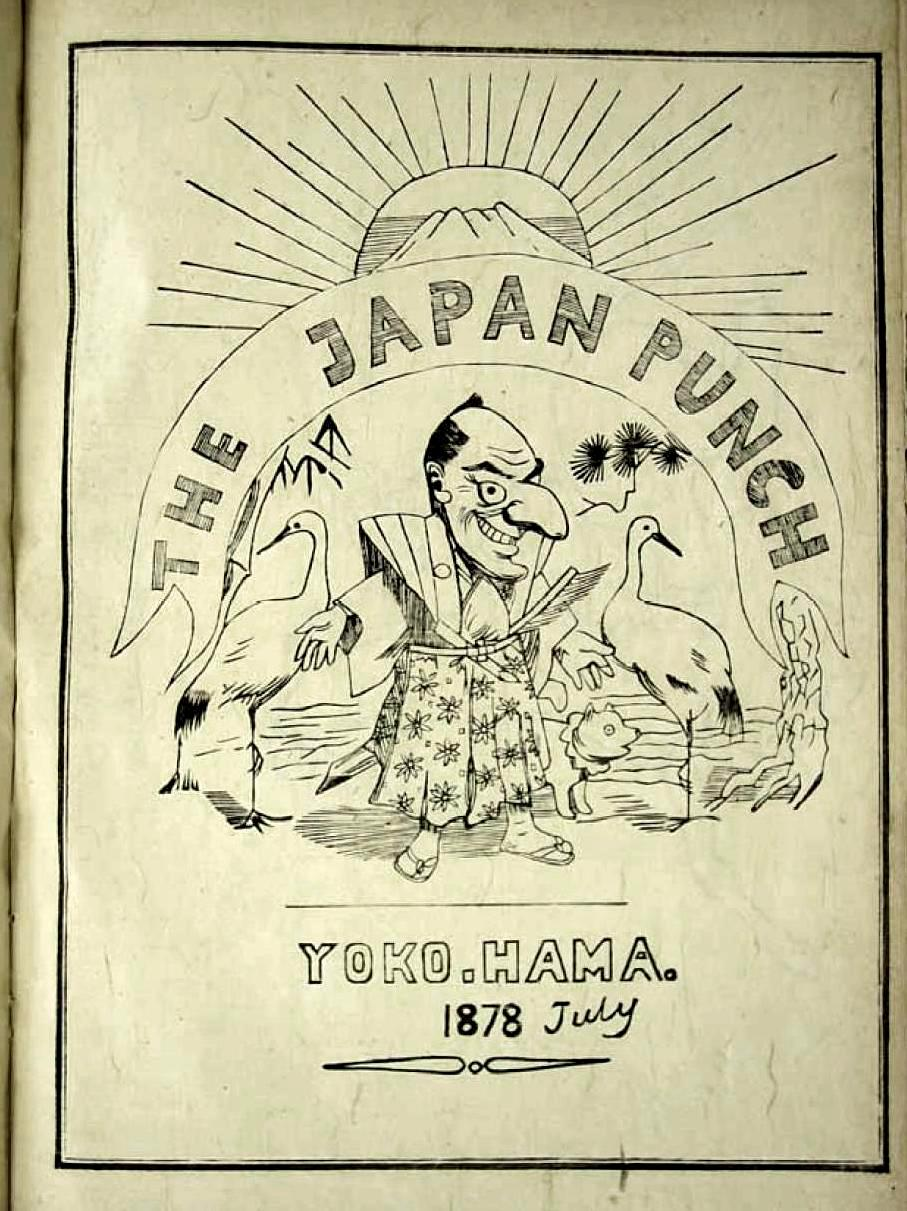
Титульная страница июльского издания «Japan Punch», 1878

Чарльз Виргман прибыл в Японию в 1861 году как корреспондент газеты «The Illustrated London News», он жил в Иокогаме с 1861 года до самой смерти. The Japan Punch издавался ежемесячно с 1862 по 1887 год в юмористическо-сатирической форме и содержал иллюстрации Чарльза Виргмана.

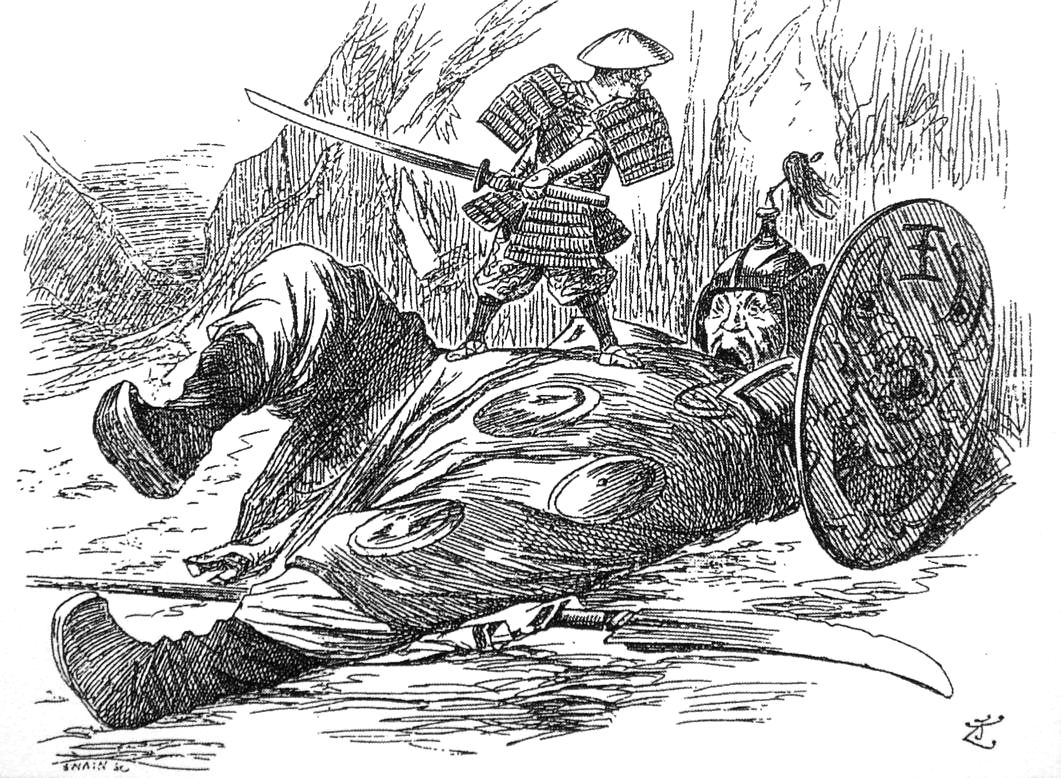
Победа Японии над Китаем в «Japan Punch», сентябрь 1894

Виргман, вместе с британским фотографом Феликсом Беато, организовал фирму «Beato & Wirgman, Artists and Photographers», существовавшую с 1864 по 1867 годы. С 1866 года с Феликса Беато очень часто рисовали карикатуры в журнале The Japan Punch, основанном Виргманом. Иллюстрации Чарльза Виргмана для газеты The Illustrated London News часто основывались на фотографиях Феликса Беато, сделанных по пути.
Виргман учил западному стилю рисования японских художников, в том числе художника укиё-э Кобаяси Корэтику.
В 1860-е годы он сопровождал британского дипломатического представителя Эрнеста Сатоу в поездках по Японии, как описано в работе Сатоу «Diplomat in Japan».
Могила Виргмана находится в иностранном кладбище в Иокогаме, в районе Яматэ где в конце XIX века находилось «иностранное поселение».